# Вырубово (Вяземский район)
 Вырубово — деревня в Смоленской области России, в Вяземском районе. Население — 67 жителей (2007). Расположена в восточной части области, в 33 км к северо-востоку от районного центра, в 7,5 км южнее автодороги М1 «Беларусь» на правом берегу реки Сежа. Входит в состав Царёво-Займищенского сельского поселения.

## География
Южнее деревни Вырубово находится исток реки Сежа, притока Касни.

## История
В прошлом — село, известное по торговле юфтью, которая поставлялась в Ригу и Санкт-Петербург.

## Экономика
Общеобразовательная школа.